# لی می‌بری
لی می‌بری (انگلیسی: Lee Mayberry؛ زاده ۱۲ ژوئن ۱۹۷۰) یک ورزشکار اهل ایالات متحده آمریکا است. 